# Bornos
Bornos és una localitat de la província de Cadis, Andalusia, Espanya. L'any 2005 tenia 8.164 habitants. La seva extensió superficial és de 55 km² i té una densitat de 148,4 hab/km².